# David Rivera

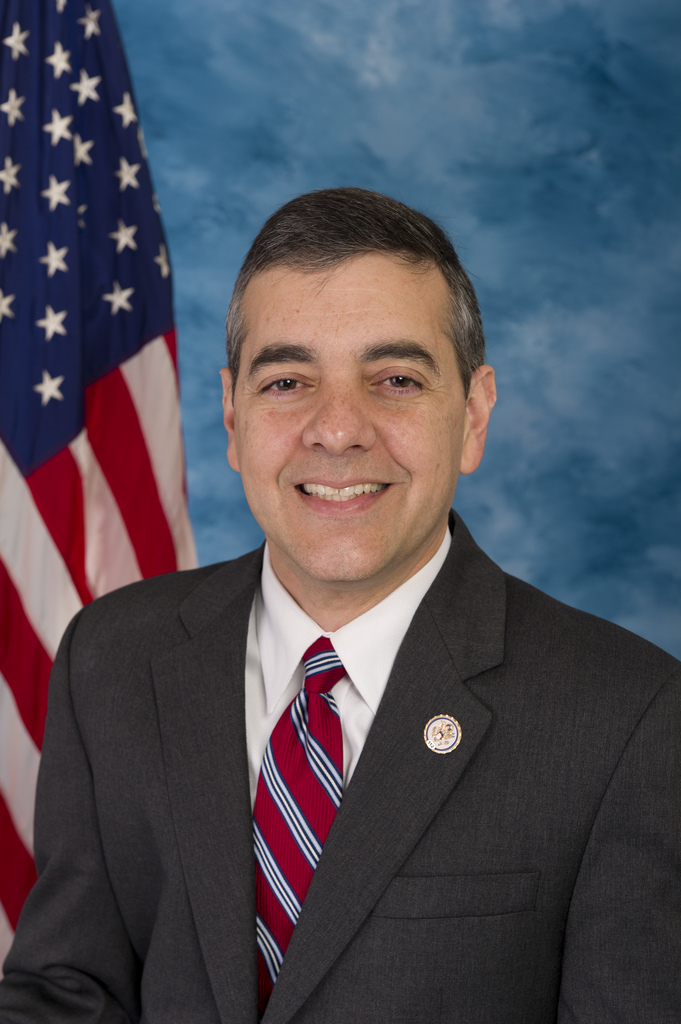
David Rivera

David Mauricio Rivera (* 16. September 1965 in New York City) ist ein US-amerikanischer Politiker. Von 2011 bis 2013 vertrat er den Bundesstaat Florida im US-Repräsentantenhaus.

## Werdegang
David Rivera, Sohn kubanischer Einwanderer, lebt seit 1974 in Florida, wo er die Miami Christian High School absolvierte. Danach studierte er bis 1986 an der Florida International University in Miami politische Wissenschaften. Später begann er als Mitglied der Republikanischen Partei eine politische Laufbahn. Zeitweise arbeitete er im Stab von US-Senator Connie Mack. Im Jahr 1996 leitete er in Florida den erfolglosen Präsidentschaftswahlkampf von Bob Dole. Rivera wurde auch Mitglied im Vorstand der republikanischen Partei in Florida und Vorsitzender im Miami-Dade County. Zwischen 2002 und 2010 saß er als Abgeordneter im Repräsentantenhaus von Florida.
Bei den Kongresswahlen des Jahres 2010 wurde Rivera im 25. Wahlbezirk von Florida mit 52,1 Prozent der Stimmen gegen den Demokraten Joe Garcia in das US-Repräsentantenhaus in Washington, D.C. gewählt, wo er am 3. Januar 2011 die Nachfolge des in den 21. Distrikt gewechselten Mario Diaz-Balart antrat. Im Kongress war Rivera Mitglied im Auswärtigen Ausschuss und im Committee on Natural Resources sowie in vier Unterausschüssen.
Am 6. September 2002 verursachte Rivera einen Verkehrsunfall mit einem Lastwagen, der Tausende von Plakaten seines damaligen politischen Mitbewerbers zu einem Postbüro transportierte. Durch den Unfall konnten dann die Plakate nicht rechtzeitig mit der Post verschickt werden. Auch seine Angaben über frühere Nebenverdienste erwiesen sich als unrichtig.
Bei den Kongresswahlen im November 2012 musste sich Rivera dem demokratischen Herausforderer Joe Garcia geschlagen geben, nachdem der Wahlkreis im Gefolge des turnusgemäßen Neuzuschnitts nach dem Zensus 2010 deutlich weniger republikanisch geworden war. Zudem hatte die Florida Ethics Commission im Vormonat festgestellt, dass er als Mitglied des Repräsentantenhauses elfmal gegen die guten Sitten verstoßen habe („ethics laws violations“). Am 3. Januar 2013 schied Rivera deshalb aus dem Amt.
Am Mittwoch, dem 30. November 2022 wurde Rivera in Georgia verhaftet. Die Festnahme erfolgte im Rahmen eines Strafverfahrens der Bundesbehörden in Florida. Rivera und einer weiteren Person wurden Geschäfte mit der venezolanischen Regierung vorgeworfen. Hierbei habe er sich an einer Verschwörung gegen die Vereinigten Staaten beteiligt, es unterlassen sich als Lobbyist einer fremden Regierung zu registrieren, und es sei zu Geldwäsche gekommen, so die Anklage.